# Чемпіонат світу з футболу 1982 (кваліфікаційний раунд)
У кваліфікаційному раунді чемпіонату світу з футболу 1982 року 109 збірних змагалися за 22 місця у фінальній частині футбольної світової першості. Ще дві команди, господарі турніру збірна Іспанії і діючий чемпіон світу збірна Аргентини, кваліфікувалися автоматично, без участі у відбірковому раунді.
24 місця, передбачені у фінальній частині світової першості 1982 року після її розширення були розподілені між континентальними конфедераціями таким чином:
- Європа (УЄФА): 14 місць, включаючи гарантоване місце господарів, збірної Іспанії. За решту 13 місць змагалася 33 команди, включаючи збірну Ізраїлю, що на той час до УЄФА не входила.
- Південна Америка (КОНМЕБОЛ): 4 місця, включаючи гарантоване місце діючих чемпіонів світу збірної Аргентини. За решту 3 місця змагалися 9 команд.
- Північна, Центральна Америка та Кариби (КОНКАКАФ): 2 місця, за які змагалися 15 команд.
- Африка (КАФ): 2 місця, за які боролися 29 команд.
- Азія й Океанія (АФК/ОФК): 2 місця, за яке змагалася 21 команда.

Бодай одну відбіркову гру провели 103 команди. Загалом зіграно 306 матчів, у яких забито 797 голів (2,60 м'яча за гру).

## Учасники

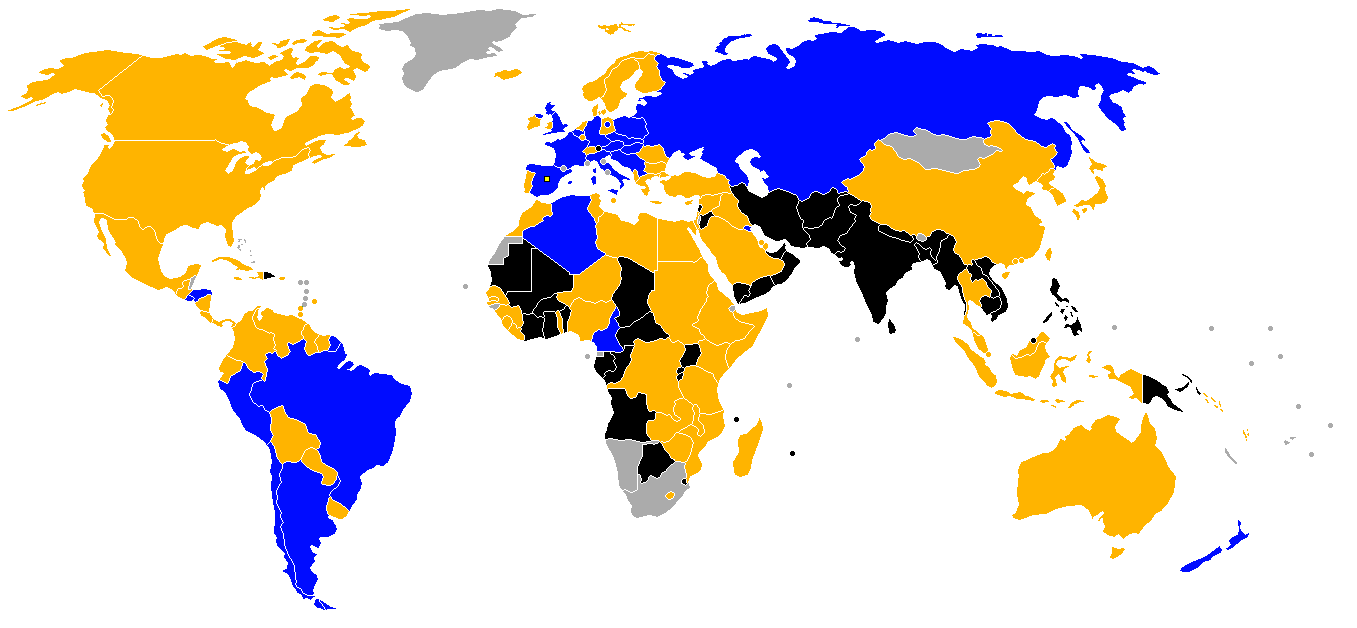
Країни, збірні яких кваліфікувалися на чемпіонат світу
Країни, чиї збірні не кваліфікувалися
Країни, чиї збірні не брали участі у відборі
Країни, що не входили до ФІФА

Наступні 24 команди кваліфкувалися до фінальної частини Чемпіонату світу з футболу 1982:
| Команда           | Метод відбору                                 | Дата кваліфікації | Участей у чемпіонатах світу | Остання участь | Участей поспіль | Найкраще досягнення                         |
| ----------------- | --------------------------------------------- | ----------------- | --------------------------- | -------------- | --------------- | ------------------------------------------- |
| Іспанія           | господарі                                     | 6 липня 1966      | 6-та                        | 1978           | 2               | четверте місце (1950)                       |
| Аргентина         | Чемпіонат світу з футболу 1978 діючі чемпіони | 25 червня 1978    | 8-ма                        | 1978           | 3               | Переможці (1978)                            |
| Бразилія          | переможець Групи 1 КОНМЕБОЛ                   | 22 березня 1981   | 12-та                       | 1978           | 12              | Переможці (1958, 1962, 1970)                |
| Чилі              | переможець Групи 3 КОНМЕБОЛ                   | 14 червня 1981    | 6-та                        | 1974           | 1               | третє місце (1962)                          |
| Перу              | переможець Групи 2 КОНМЕБОЛ                   | 6 вересня 1981    | 4-та                        | 1978           | 2               | чвертьфінали (1970), другий раунд (1978)    |
| Бельгія           | переможець Групи 2 УЄФА                       | 9 вересня 1981    | 6-та                        | 1970           | 1               | перший раунд (1930, 1934, 1938, 1954, 1970) |
| Польща            | переможець Групи 7 УЄФА                       | 10 жовтня 1981    | 4-та                        | 1978           | 3               | третє місце (1974)                          |
| Шотландія         | переможець Групи 6 УЄФА                       | 14 жовтня 1981    | 5-та                        | 1978           | 3               | перший раунд (1954, 1958, 1974, 1978)       |
| ФРН               | переможець Групи 1 УЄФА                       | 14 жовтня 1981    | 10-та                       | 1978           | 8               | Переможці (1954, 1974)                      |
| Алжир             | CAF Final round Winners                       | 30 жовтня 1981    | 1-ша                        | —              | 1               | —                                           |
| Угорщина          | [переможець Групи 4 УЄФА                      | 31 жовтня 1981    | 8-ма                        | 1978           | 2               | друге місце (1938, 1954)                    |
| Італія            | друге місце Групи 5 УЄФА                      | 14 листопада 1981 | 10-та                       | 1978           | 6               | Переможці (1934, 1938)                      |
| Гондурас          | переможець Чемпіонату націй КОНКАКАФ 1981     | 16 листопада 1981 | 1-ша                        | —              | 1               | —                                           |
| Англія            | друге місце Групи 4 УЄФА                      | 18 листопада 1981 | 7-ма                        | 1970           | 1               | Переможці (1966)                            |
| Північна Ірландія | друге місце Групи 6 УЄФА                      | 18 листопада 1981 | 2-га                        | 1958           | 1               | чвертьфінали (1958)                         |
| СРСР              | переможець Групи 3 УЄФА                       | 18 листопада 1981 | 5-та                        | 1970           | 1               | четверте місце (1966)                       |
| Югославія         | переможець Групи 5 УЄФА                       | 21 листопада 1981 | 7-ма                        | 1974           | 1               | четверте місце (1930, 1962)                 |
| Австрія           | друге місце Групи 1 УЄФА                      | 22 листопада 1981 | 5-та                        | 1978           | 2               | третє місце (1954)                          |
| Сальвадор         | друге місце Чемпіонату націй КОНКАКАФ 1981    | 22 листопада 1981 | 2-га                        | 1970           | 1               | перший раунд (1970)                         |
| Камерун           | переможець відбору КАФ                        | 29 листопада 1981 | 1-ша                        | —              | 1               | —                                           |
| Чехословаччина    | [друге місце Групи 3 УЄФА                     | 29 листопада 1981 | 7-ма                        | 1970           | 1               | друге місце (1934, 1962)                    |
| Франція           | друге місце Групи 2 УЄФА                      | 5 грудня 1981     | 8-ма                        | 1978           | 2               | третє місце (1958)                          |
| Кувейт            | переможець відбору АФК і ОФК                  | 14 грудня 1981    | 1-ша                        | —              | 1               | —                                           |
| Нова Зеландія     | переможець раунду плей-оф відбору АФК і ОФК   | 10 січня 1982     | 1-ша                        | —              | 1               | —                                           |

10 із 24 команд згодом не змогли кваліфікуватися до фінальної частини чемпіонату 1986 року: Австрія, Камерун, Чилі, Чехословаччина, Сальвадор, Гондурас, Кувейт, Нова Зеландія, Перу і Югославія.

## Континентальні зони
- Європа (УЄФА)

Група 1 - ФРН і Австрія кваліфікувалися.
Група 2 - Бельгія і Франція кваліфікувалися.
Група 3 - СРСР і Чехословаччина кваліфікувалися.
Група 4 - Угорщина і Англія кваліфікувалися.
Група 5 - Югославія і Італія кваліфікувалися.
Група 6 - Шотландія і Північна Ірландія кваліфікувалися.
Група 7 - Польща кваліфікувалася.
- Південна Америка (КОНМЕБОЛ)

Група 1 - Бразилія кваліфікувалася.
Група 2 - Перу кваліфікувалося.
Група 3 - Чилі кваліфікувалося.
- Північна Америка (КОНКАКАФ)

Гондурас і Сальвадор кваліфікувалися.
- Африка (КАФ)

Алжир і Камерун кваліфікувалися.
- Азія (АФК) і Океанія (ОФК)

Кувейт і Нова Зеландія кваліфікувалися.

## Найкращі бомбардири
9 голів
- Гарі Коул
- Стів Самнер
- Браян Тернер
- Карл-Гайнц Румменігге

8 голів
- Грант Тернер
- Стів Вуддін

7 голів
- Уго Санчес
- Клаус Фішер
- Златко Вуйович

6 голів
- Роже Мілла
- Франк Арнесен